# Edinburgh (circonscription du Parlement d'Écosse)
Pour les articles homonymes, voir Edinburgh (homonymie).
Edinburgh était une circonscription de Burgh qui a élu un Commissaire au Parlement d'Écosse et à la Convention des États jusqu'en 1707

## Membres du Parlement

### Parlements de David II
- 1357 Alexander Gylyot
- 1357 Adam Tore
- 1357 Johnne Goldsmyth
- 1367 Adam de Bronhill
- 1367 Andro Bec

### Parlements de James II
- 1439 William de Cranstoun
- 1440 Lancelate ed Abirnethy
- 1440 Williame Bully
- 1445 Johnne de Dalrimpill
- 1449 William de Cranstoun
- 1450 Williame de Libertoune
- 1456 Willyame de Cranstoun
- 1457-8 Williame de Libertoune
- 1457-8 Johnne de Dalrimpill
- 1457-8 Alexander Napier
- 1457-8 George de Fawla
- 1462 William Cranstoun
- 1463 Sir Alexander Napier
- 1463 William Cranstoun de Swynhop
- 1463 Lancelot Abirnethy
- 1463-4 Sir Alexander Napier
- 1463-4 William Cranstoun de Swynhop
- 1464 George Girnelaw
- 1464 Lancelot Abirnethy
- 1466 George Pennycuke
- 1467 Thomas Olifant
- 1467 Thomas Fokert
- 1467-8 Thomas Fokert
- 1467-8 Johne de Fauside

### 1504–1707
| Parlement   | Session |                                                          | Premier membre                                           | Premier parti                                            |                                                          | Second membre                                            | Second parti |
| ----------- | ------- | -------------------------------------------------------- | -------------------------------------------------------- | -------------------------------------------------------- | -------------------------------------------------------- | -------------------------------------------------------- | ------------ |
| 1504        |         |                                                          | Alexander Lauder de Blyth                                |                                                          |                                                          |                                                          |              |
| 1524        |         |                                                          | Francis Bothwell                                         |                                                          |                                                          |                                                          |              |
| 1525        |         |                                                          | Francis Bothwell                                         |                                                          |                                                          |                                                          |              |
| 1526        |         |                                                          | Francis Bothwell                                         |                                                          |                                                          |                                                          |              |
| 1528        |         |                                                          | Francis Bothwell                                         |                                                          |                                                          |                                                          |              |
| 1531        |         |                                                          | Francis Bothwell                                         |                                                          |                                                          |                                                          |              |
| 1532        |         |                                                          | Francis Bothwell                                         |                                                          |                                                          |                                                          |              |
| 1535        |         |                                                          | Francis Bothwell                                         |                                                          |                                                          |                                                          |              |
| 1644        | 1       |                                                          | Sir John Smyth de Grottell (Provost)                     |                                                          |                                                          | Robert Mecklejohne                                       |              |
| 1644        | 2       |                                                          | Sir John Smyth de Grottell (Provost)                     | Robert Mackeane                                          |                                                          |                                                          |              |
| 1644        | 3       |                                                          | Sir John Smyth de Grottell (Provost)                     | Robert Mackeane                                          |                                                          |                                                          |              |
| 1644        | 4       |                                                          | Sir John Smyth de Grottell (Provost)                     | Robert Mackeane                                          |                                                          |                                                          |              |
| 1644        | 5       |                                                          | Sir John Smyth de Grottell (Provost)                     | Robert Mackeane                                          |                                                          |                                                          |              |
| 1644        | 6       |                                                          | Edward Edyer                                             |                                                          |                                                          | David Douglas                                            |              |
| 1648        | 1       |                                                          | Archbald Sydserff (marchand bourgeois)                   |                                                          |                                                          | David Douglas                                            |              |
| 1648        | 2       |                                                          | Sir James Stuart, de Kirkfeild (Provost)                 | Covenanter                                               |                                                          | James Borthuik                                           |              |
| 1648        | 3       |                                                          | Sir James Stuart, de Kirkfeild (Provost)                 | Covenanter                                               |                                                          | James Borthuik                                           |              |
| 1648        | 4       |                                                          | Sir James Stuart, de Kirkfeild (Provost)                 | Covenanter                                               |                                                          | James Borthuik                                           |              |
| 1648        | 5       |                                                          | Sir James Stuart, de Kirkfeild (Provost)                 | Covenanter                                               |                                                          |                                                          |              |
| 1648        | 6       |                                                          | Sir John Smyth de Grottell                               |                                                          |                                                          | James Monteith                                           |              |
| 1648        | 7       |                                                          | Sir John Smyth de Grottell                               |                                                          |                                                          |                                                          |              |
| 1648        | 8       |                                                          | Sir John Smyth de Grottell                               | Archbald Sydserff (marchand bourgeois)                   |                                                          |                                                          |              |
| 1654        |         |                                                          | Samuel Desborrow (Commissaire aux revenus)               |                                                          |                                                          | George Downing (Scout-Maître-Général)                    |              |
| 1656        |         |                                                          | Lord Broghill                                            |                                                          |                                                          | Andrew Ramsay, Lord Abbotshall                           |              |
| 1659        |         |                                                          | John Tomfon Auditeur général pour l'Écosse               |                                                          |                                                          |                                                          |              |
| 1661        | 1       |                                                          | Sir Robert Murray, de Cameron                            |                                                          |                                                          | James Borthuik, diacre des Chirurgiens                   |              |
| 1661        | 2-3     |                                                          | Sir Robert Murray, de Cameron                            | Johne Milne, vice-diacre des Chirurgiens                 |                                                          |                                                          |              |
| 1665        | -       |                                                          | Andrew Ramsay, Lord Abbotshall                           |                                                          |                                                          | John Somervell (Skinner)                                 |              |
| 1667        | -       |                                                          | Andrew Ramsay, Lord Abbotshall                           |                                                          |                                                          | John Somervell (Skinner)                                 |              |
| 1669        | 1       |                                                          | Andrew Ramsay, Lord Abbotshall                           |                                                          |                                                          | Arthour Temple, de Ravelrig (Chirurgien)                 |              |
| 1669        | 2-4     |                                                          | Andrew Ramsay, Lord Abbotshall                           | William Hamiltoun                                        |                                                          |                                                          |              |
| 1678        | -       |                                                          | Francis Kinloch, Lord Provost                            |                                                          |                                                          | Alexander Reid, diacre des orfèvres                      |              |
| 1681        | -       |                                                          | Sir James Field, de Preistfield (Provost)                |                                                          |                                                          | Edward Cleghorne (orfèvre)                               |              |
| 1685        | -       |                                                          | Sir George Drummond de Milnenab, provost                 |                                                          |                                                          | William Watson                                           |              |
| 1689 (mars) | 1       |                                                          | Sir John Hall de Dunglass                                |                                                          |                                                          | George Stirling                                          |              |
| 1689 (juin) | 1-4     |                                                          | Sir John Hall de Dunglass                                |                                                          |                                                          | George Stirling                                          |              |
| 1689 (juin) | 5       |                                                          | Sir John Hall de Dunglass                                | Alexander Thomson                                        |                                                          |                                                          |              |
| 1689 (juin) | 6-9     |                                                          | Sir Robert Cheislie                                      | Alexander Thomson                                        |                                                          |                                                          |              |
| 1689 (juin) | 10      |                                                          |                                                          | Alexander Thomson                                        |                                                          |                                                          |              |
| 1703        | 1-4     |                                                          | Sir Patrick Johnstone                                    | Court                                                    |                                                          | Robert Inglis                                            |              |
| 1707        |         | Remplacé par la circonscription de Westminster Edinburgh | Remplacé par la circonscription de Westminster Edinburgh | Remplacé par la circonscription de Westminster Edinburgh | Remplacé par la circonscription de Westminster Edinburgh | Remplacé par la circonscription de Westminster Edinburgh |              |